# Diade (matematica)
In matematica, specialmente nell'algebra multilineare, una diade è un tensore di secondo ordine rappresentabile come prodotto tensoriale di due vettori. Trattasi di un ente geometrico caratterizzato dalla sua influenza e la sua azione su altri vettori dello spazio vettoriale di {\displaystyle \mathbb {R} ^{3}}tramite il prodotto scalare. Per la continuazione sull'argomento diadi è utile far riferimento all'operazione di prodotto diadico.

## Prodotto diadico
Dati due vettori a e b, il loro prodotto diadico, ovvero la loro diade, si indica nei seguenti modi:
{\displaystyle a\otimes b\quad a;b\quad a\,b}
Il prodotto diadico può essere effettuato a destra della diade:
ab · c = a |b| |c| cos {\displaystyle {\hat {bc}}}= {\displaystyle b_{j}c_{j}a}
oppure a sinistra della diade:
c · ab = b |c| |a| cos {\displaystyle {\hat {ca}}}= {\displaystyle c_{k}a_{k}b}
Nella maggioranza dei casi il prodotto diadico non è commutativo, ovverosia cambiando l'ordine dei vettori si ottengono diadi diverse, da ciò diventa banale affermare che {\displaystyle a\otimes b\neq b\otimes a}. Una diade elementare è formata dalla diade di due versori. In {\displaystyle \mathbb {R} ^{3}}è possibile dire che fissato un sistema di riferimento cartesiano monometrico ortogonale, è possibile scrivere le nove diadi elementari secondo la convenzione degli indici:
{\displaystyle k_{i}\otimes k_{j}\quad \forall \,i,j=1,2,3}
In termini abbastanza semplici è possibile dare una definizione meno formale di diade, affermando che la diade è un ente geometrico che permette di modificare la direzione di un vettore nello spazio e fargli assumere una nuova configurazione senza alterarne il modulo.
Se si considera un particolare sistema di riferimento cartesiano ortogonale la diade può anche essere espressa come somma di diadi elementari, dalla definizione precedente dunque è possibile scrivere quanto segue:
{\displaystyle a\otimes b=a_{i}{\bar {k}}_{i}b_{j}{\bar {k}}_{j}=a_{i}b_{j}{\bar {k}}_{i}{\bar {k}}_{j}}
o in modo ancora più esplicito vale:
{\displaystyle a_{i}{\bar {k}}_{i}b_{j}{\bar {k}}_{j}={\biggl (}\sum _{i=1}^{3}a_{i}{\bar {k}}_{i}{\biggr )}{\biggl (}\sum _{j=1}^{3}b_{j}{\bar {k}}_{j}{\biggr )}=\sum _{i=1}^{3}\sum _{j=1}^{3}a_{i}b_{j}{\bar {k}}_{i}{\bar {k}}_{j}}
Adesso è agevole verificare che la diade {\displaystyle a\otimes b=b\otimes a} ovvero è questo il caso particolare in cui la diade gode della proprietà commutativa; in questo caso viene detta diade simmetrica.
Anche se con abuso di notazione è possibile scrivere attraverso il prodotto righe per colonne la diade a ⊗ b
{\displaystyle a\otimes b^{T}={\begin{pmatrix}a_{1}k_{1}\\a_{2}k_{2}\\a_{3}k_{3}\end{pmatrix}}{\begin{pmatrix}b_{1}k_{1}&b_{2}k_{2}&b_{3}k_{3}\end{pmatrix}}={\begin{pmatrix}a_{1}b_{1}k_{1}k_{1}&a_{1}b_{2}k_{1}k_{2}&a_{1}b_{3}k_{1}k_{3}\\a_{2}b_{1}k_{2}k_{1}&a_{2}b_{2}k_{2}k_{2}&a_{2}b_{3}k_{2}k_{3}\\a_{3}b_{1}k_{3}k_{1}&a_{3}b_{2}k_{3}k_{2}&a_{3}b_{3}k_{3}k_{3}\end{pmatrix}}}
che esprime un importante risultato anche per quanto riguarda il prodotto tensoriale.